# Arcadi Llistar i Escrig
Arcadi Llistar i Escrig (Onda 1843, Castelló de la Plana, segle XIX) fou un historiador valencià. Va escriure la Historia de la Provincia de Castellón (1887), que fou premiada als Jocs Florals de Lo Rat Penat de 1886. L'obra, que comença amb la mítica fundació de Castelló pels grecs i acaba amb la proclamació d'Alfons XIII com a rei, s'inscriu en la historiografia romàntica d'inspiració liberal. Així, tots els grans esdeveniments polítics i militars del passat local, com la guerra de la Unió, les Germanies, la Guerra de Successió Espanyola, la guerra del Francès o la I Guerra Carlista, són interpretats com una lluita secular dels castellonencs per la llibertat. També col·laborà en diverses publicacions periòdiques, com la Revista Castalia amb la publicació d'“Anales de Oropesa” (1886) i una “Historia de Onda” (1886-87), o la Revista de Castellón amb l'article “Estudios provinciales. Hic fuit sepultus Jhs de Brusca” (1887).